# ترور اوبراین
تِـرِوِر اوبراین (انگلیسی: Trever O'Brien؛ زادهٔ ۱۹ ژانویهٔ ۱۹۸۴) بازیگر اهل ایالات متحده آمریکا است.
از فیلم‌ها یا برنامه‌های تلویزیونی که وی در آن نقش داشته است می‌توان به اعجاز پول‌سازی، سی‌اس‌آی، مد من و آناتومی گری اشاره کرد.

## فیلم
- آناتومی گری
- سر وقت (۲۰۱۱)
- پنج (فیلم ۲۰۱۱) (۲۰۱۱)
- مد من (۲۰۰۹)
- دکتر هاوس (۲۰۰۹)
- سی‌اس‌آی (TV) (2005)
- اعجاز پول‌سازی (۱۹۹۷)
- مرد چمن‌زن ۲ (۱۹۹۶)